# Battelsluis
De Battelsluis is een sluis in Mechelen en één van de vijf sluizen op het Kanaal Leuven-Dijle, of ook gekend als de Leuvense Vaart. De sluis en bijhorende sluiswachterswoning zijn sinds 2019 vastgesteld onroerend erfgoed.
Het kanaal telde oorspronkelijk slechts twee sluizen, wat overstromingen tot gevolg had. Uiteindelijk werden dit vijf sluizen:
- Tildonksluis
- Kampenhout-sas
- Boortmeerbeeksluis
- Battelsluis
- Zennegatsluis

Tussen 1836 en 1837 werd het kanaal aangepast aan schepen met een diepgang tot 3,60 m en herbouwde men ook Kampenhout-sas. Het kanaal was belangrijk voor het transport van goederen en reizigers doch vanaf 1837 nam het reizigersvervoer af toen de spoorlijn tussen Leuven en Mechelen in dienst kwam.
- Inventaris van het Bouwkundig Erfgoed (Vlaanderen): 300002